# Браун (водоспад)
Браун (англ. Browne Falls) — водоспад на руслі скидання води із гірського озера Браун, на півдні Нової Зеландії.

## Географія
Водоспад розташований на руслі скидання води із невеликого гірського озера Браун (~ 0,8 км²) в фіорд «Даутфул-Саунд», поблизу фіорду «Хол Арм», у крайній, південній частині острова Південний, в регіоні Саутленд Нової Зеландії, в Національному парку Фіордланд, за 150 км на північний-захід від міста Інверкаргілл і за 84 км на південний-захід від водоспаду Сатерленд.
Вода водоспаду тече вниз шістьма уступами з висоти в 836 м (за іншими даними — 619 м), по схилу з розміром проєкції на горизонтальну площину біля 1 000 м, що становить середній градієнт потоку в 42°. Такий, порівняно невеликий кут, робить падіння води водоспаду менш вражаючим. Висота найбільшого уступу становить — 244 м. Ширина водоспаду становить 12 м, він в середньому щосекунди скидає 3 м³ води, а в період максимального рівня в озері, витрата води може доходити до 14 м³/с. За висотою, він займає десяте місце у світі, та перше у Новій Зеландії.
В цьому регіоні є принаймні ще два відомих водоспади, які скидають свою воду у фіорд Даутфул-Саунд: Гелена (200 м) і Леді Еліс (280 м).

## Історія
Водоспад Браун був названий на честь першовідкривача, аерофотографа, Віктора Карлиле Брауна, який відкрив озеро Браун і пов'язаний з ним водоспад під час одного зі своїх польотів над фіордом у 1940 році.